# Alison Sweeney

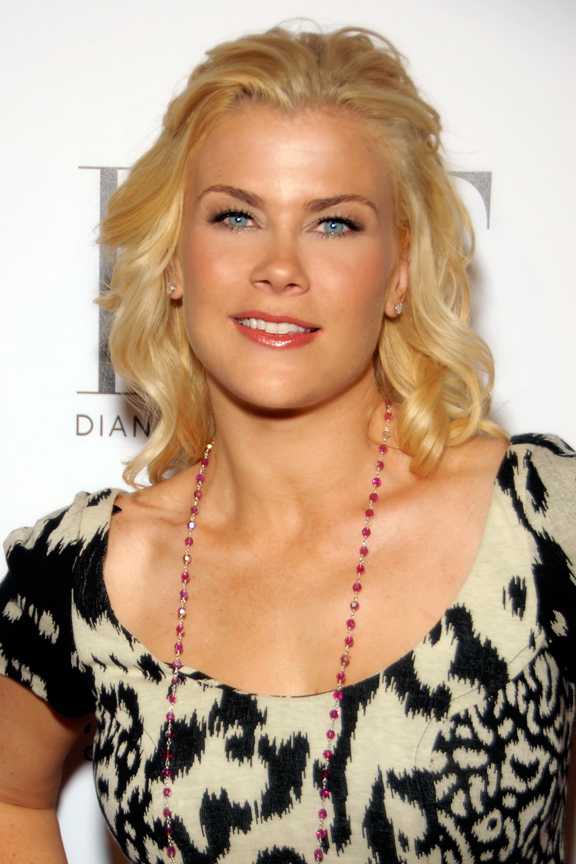
Alison Sweeney (2009)

Alison Ann Sweeney (* 19. September 1976 in Los Angeles, Kalifornien) ist eine US-amerikanische Schauspielerin und Moderatorin.

## Karriere
Seit 1993 spielt sie in der Serie Zeit der Sehnsucht (eng. Days of our lives) die Rolle der Sami Brady. Von 2007 bis 2015 war sie Moderatorin der US-Variante von The Biggest Loser.

## Filmografie (Auswahl)
- 1984: Simon und Simon (Fernsehserie, Episode 3x17)
- 1988: Family Man (Fernsehserie, 4 Episoden)
- 1990: The End of Innocence
- 1993: Night Sins (Fernsehfilm)
- 1993–2022, 2025: Zeit der Sehnsucht (Days of Our Lives) (Seifenoper)
- 2001: Friends (Fernsehserie, Episode 7x18)
- 2004: American Dreams (Fernsehserie, Episode 2x14)
- 2010: Mercy (Fernsehserie, Episode 1x15)
- 2013: Suche Mitbewohner, biete Familie (Second Chances) (Fernsehfilm)
- 2015: Murder, She Baked: A Chocolate Chip Cookie Mystery (Fernsehfilm)
- 2015: Murder, She Baked: A Plum Pudding Mystery (Fernsehfilm)
- 2016: Murder, She Baked: A Peach Cobbler Mystery (Fernsehfilm)
- 2016: Murder, She Baked: A Deadly Recipe (Fernsehfilm)
- 2016: The Irresistible Blueberry Farm (Fernsehfilm)
- 2017: Murder, She Baked: Just Desserts (Fernsehfilm)
- 2017: Christmas at Holly Lodge (Fernsehfilm)
- 2019: Time for You to Come Home for Christmas (Fernsehfilm)
- 2019, 2021: Chronicle Mysteries (Fernsehserie, 5 Episoden)
- 2020: Good Morning Christmas! (Fernsehfilm)
- 2021: Sweet Revenge – A Hannah Swensen Mystery (Fernsehfilm)
- 2021: Open by Christmas (Fernsehfilm)
- 2022: The Wedding Veil (Fernsehfilm)
- 2022: The Wedding Veil Unveiled (Fernsehfilm)
- 2022: The Wedding Veil Legacy (Fernsehfilm)
- 2022: A Magical Christmas Village (Fernsehfilm)
- 2023: The Wedding Veil Expectations (Fernsehfilm)
- 2023: The Wedding Veil Inspiration (Fernsehfilm)
- 2023: The Wedding Veil Journey (Fernsehfilm)
- 2023: Carrot Cake Murder – A Hannah Swensen Mystery (Fernsehfilm)
- 2023: A Zest for Death – A Hannah Swensen Mystery (Fernsehfilm)
- 2024: Love & Jane (Fernsehfilm)
- 2024: One Bad Apple – A Hannah Swensen Mystery (Fernsehfilm)
- 2024: A Sprinkle of Deceit – A Hannah Swensen Mystery (Fernsehfilm)
- 2024: This Time Each Year (Fernsehfilm)
- 2025: Reality Bites – A Hannah Swensen Mystery (Fernsehfilm)
- 2025: To Barcelona, with Love (Fernsehfilm)
- 2025: To Barcelona, Forever (Fernsehfilm)
- 2025: Pie to Die For – A Hannah Swensen Mystery (Fernsehfilm)